# Végjáték (film, 2013)
A Végjáték (eredeti cím: Ender's Game) 2013-ban bemutatott egész estés amerikai sci-fi, akciófilm, amelynek forgatókönyve Orson Scott Card regényével történetileg megegyezik. A filmet a könyv alapján Galvin Hood írta és rendezte, a film zenéjét Steve Jablonsky szerezte, a film producere Orson Scott Card volt, a főszereplők Asa Butterfield mint Andrew „Ender” Wiggin, Harrison Ford, Hailee Steinfeld, Viola Davis, Abigail Breslin és Ben Kingsley. A film a Chartoff Productions gyártásában készült, a Summit Entertainment forgalmazásában jelent meg, Magyarországon a Pro Video Film & Distribution Kft forgalmazta.
A film először Németországban jelent meg 2013. október 24-én, egy nappal később az Egyesült Királyságban és Írországban, majd az Egyesült Államokban, Kanadában és Indiában – november 1-jén, míg más országokban 2014. januárjában. A film DVD-n 2014. február 11-étől kapható az Egyesült Államokban, Magyarországon 2014. március 12-én jelent meg.
A főszereplő Ender egy ifjú és tehetséges gyermek, akit elküldenek egy katonai űrállomásra, ahol kiképzik több fiatallal együtt, hogy megakadályozzanak egy jövőbeli idegen támadást.

## Cselekmény
2114-ben a kimagasló technikai fejlettségű, rovarszerű idegenek megpróbálták leigázni a Földet. A földönkívüli faj vizet keresve találkozott először az emberi fajjal, akikkel szemben ellenségesen léptek fel. A 10 milliók életét követelő véres harcok árán a háború földi győzelemmel ért véget, de kis híján elpusztult az egész emberiség. Az ellenség ismeretlen okból leállt a támadással, amikor Mazer Rackham önfeláldozóan – az ellenséges anyahajónak vezetve gépét – elpusztította azt. A könyörtelen háború után a világ nemzetei összefogtak, és létrehozták a Nemzetközi Flottát, ami a Föld védelmét hivatott ellátni. Ezt követően hatalmas fegyverkezés indult a következő invázió kivédésére.
A sereg vezetésére a Flotta speciális képességű gyerekeket kezdett toborozni és kiképezni, mivel a gyerekek könnyebben és gyorsabban oldják meg a komplexebb feladatokat, mint a felnőttek. 81 évvel az első támadást követően a kiképzők találnak egy olyan gyereket, aki alkalmas lehet a flotta vezetésére. A fiút Ender Wigginnek hívják. Ender szintén részt vett a programban, ugyanúgy, mint bátyja, Peter és nővére, Valentine is. A program résztvevőinek megfigyelésére szolgáló, nyakba helyezett „monitor” eltávolítása után az iskolában Stilton és bandája inzultálja Endert, aki súlyos sérüléseket okoz Stiltonnak abból a célból, hogy elkerülje a további szekálásokat és bántalmazásokat. Ezzel átmegy a kiértékelés utolsó szakaszán, melyben az alany azutáni viselkedését vizsgálják, hogy kivették a monitort, ami által megszűnt az állandó felügyelet az alany felett. Ekkor Graff ezredes és Gwen Anderson őrnagy, a Nemzetközi Flotta tisztjei vacsoraidőben meglátogatják Endert és családját, akikkel közlik, hogy Endert visszaveszik a programba.
Ekkor a többi jelölttel együtt a Föld körüli pályán keringő Hadiiskolába szállítják Endert, ahol a kiértékelés utolsó szakaszán átment gyerekeket képzik. A szállítóhajón Graff a többi kadétot Ender ellen fordítja azzal, hogy közli velük, hogy egyedül csak Endernek van sütnivalója – ezzel is sarkallva Endert a jobb eredményekre. A küzdőterem első meglátogatásakor először Ender és frissen szerzett barátja, Bean próbálják ki a terem zéró gravitációját és a fagyasztópisztolyokat.
A mélyűri navigációs teszt értékelésekor a tanár megszidja a kadétokat, hogy egyedül csak Alai, Bean és Ender ment át a vizsgán. Ekkor megkéri Alait, hogy magyarázza el a feladat megoldását, mely arról szólt, hogy miképp lendíthetünk csapatokat támadó pozícióba a Hold takarásából a bolygó gravitációs erejét felhasználva. Mikor Alai elkezdi a feladat magyarázását, Bernard a következő üzenetet küldi a kadétok számítógépére: „Figyeljétek hányás kapitányt!”. Erre Ender eképp válaszol: „Bernard a bizonyíték arra, hogy majmok is vannak az űrben.” Azzal, hogy egy tanár előtt megszégyenítette Bernardot, visszanyeri társai rokonszenvét, amit még a szállítóhajón vesztett el.
Este Ender kipróbálja az elmejátékot, ami a kadétok lelkiállapotának feltérképezésére szolgál. A játékban egy óriás állítja választás elé: válasszon az előtte lévő két kehely közül, különben meghal. A két kehely közül az egyik halálos mérget tartalmaz – mondja az óriás (valójában mindkettő halálos folyadékot tartalmaz). A feladat célja Ender érzéseinek feltérképezése, illetve annak kiderítése, hogy miképp kezeli a frusztrációt (amit az okoz, hogy a játékban nem lehet győzni). A biztosan rossz választás helyett Ender az általa irányított egérrel kivájja az óriás szemét, és ezzel végez vele. Mivel így teljesíti a lehetetlennek hitt feladatot, Graff ezredes azonnal előlépteti, és áthelyezi a Szalamandra hadtestbe, amelynek parancsnokával, Bonzóval rögtön nézeteltérésbe keveredik. Bonzo megtiltja, hogy Ender aktívan részt vegyen a csatákban és edzésekben. Amikor rájön, hogy Ender és Petra külön edzenek az engedélye nélkül, Ender azt kéri, hogy hadd folytathassa a szabadidejében végzett edzéseket. Bonzo nem engedi, hogy a következő csatában Ender is harcoljon, de ő – Bonzo parancsának megszegésével – megfordítja a vesztes csatát azzal, hogy elsőként rájön, hogy a mellkashoz felhúzott lábakkal megvédheti magát a teljes lefagyasztástól. A csata után Bonzo megfenyegeti Endert, hogy a következő ilyen alkalommal végez vele.
Az este Ender folytatja az elmejátékot, melyben az óriás hullájából kimászva karaktere egy hangyot talál, aki később nővérévé, Valentine-ná változik, aki egy meteoritzápor miatt összedőlő kastély romjai alá fut. Nővérét követve a romok alatt az egér felveszi Ender alakját, akit megtámad egy, a szőnyegből átváltozó kígyó. Miután végez a kígyóval, a terem közepén álló gömbben megjelenik bátyja, Peter alakja, aki közli vele, hogy már gyilkos, amit Ender riadtan konstatál, mivel a számítógép nem tudhatott Peterről. Még aznap Graff ezredes értesítés kap, hogy a flotta a hangy anyabolygóhoz való érkezéséig 28 nap van hátra, ezért gyorsított eljárásban Ender alá bocsátja a nem használt Sárkány hadtestet. A Sárkány hadtest tagja többek között Alai, Bean, Bernard, Fly Molo és Dink is (a Szalamandra hadtestből).
A Sárkányok Ender vezetésével sorra legyőzik ellenfeleiket. A közelgő támadás miatt, hogy eldöntse, Ender alkalmas-e az emberi seregek vezetésére, Graff ezredes a következő játék kezdetét hajnali 3-ra tűzi ki, ám erről késleltetve értesíti Endert. Ezért Ender hirtelen ébreszti csapatát, így a Sárkányok egyik egyik tagjának, Fly Molónak kimegy a bokája, amikor leugrik az ágyáról. Ender ezért elküldi Dinket, hogy kísérje Fly Molót a gyengélkedőre. Mire a Sárkány hadtest felfejlődik és megérkezik a küzdőteremhez, a Szalamandrák és a Leopárdok már elfoglalják hadállásaikat a teremben. Fly Molo helyére Graff ezredes engedélyével a Szalamandráktól Petra ugrik be, aki Dink segítségével megtisztítja a kaput az ott rejtőzködő 12 ellenségtől, akik a kapu körül rejtőzködnek és várják a terembe belépő Sárkányokat. Ezután Bean berepül az elülső csillagok mögé (ahol bujkált az ellenség megmaradt 20 katonája), majd a rá rögzített kötél segítségével visszahúzzák őt a saját kapujába, ahol jelenti Endernek a látottakat. Az ellenség pozíciójának ismeretében Ender (parancsnoksága alatt először) formációba rendeződve támad, és sikeresen bejuttat egy embert az ellenség kapujába, és ezzel megnyeri a csatát.
A csata után Bonzo és két társa megtámadja Endert a fürdőben, ám Ender súlyosan megsebesíti Bonzót. A tettének morális súlya alatt megrokkant Ender kilép a kiképzőprogramból.
Graff, hogy rávegye Endert a visszatérésre, Valentine segítségét kéri, aki sikeresen meggyőzi Endert a programba való visszatérésről. Endert ezután a Parancsnokképzőbe szállítják, ami egy hangyoktól elfoglalt bolygón, az Erószon van. Érkezése után Ender találkozik egy ismeretlennel, aki a halottnak hit Mazer Rackhamként mutatkozik be neki. Vele újból megnézik a Mazer Rackham utolsó útjáról készült felvétel teljes változatát, melyből kiderül, hogy Rackham valószínűleg a hangyok királynőjét pusztította el, miután katapultált a sérült vadászgépből és az becsapódott az anyahajóba.
Ender a bolygón találkozik a Sárkány hadtestben megismert barátaival, akikkel a támadó sereget vezették. Itt Ender olyan szimulációkat játszik, amik felkészítik őt a hangyok elleni valós küzdelmekre. Az első szimulációkat sikeresen teljesíti, ám az egyik szimulációban elbukik, amiért Rackhamtól alapos fejmosást kap. A végső „szimulációt”, ami az emberi flotta támadását szimulálja a hangy anyabolygó ellen, Chjamrajnager admirális, a Nemzetközi Flotta főparancsnoka és más magas rangú tisztek előtt játsszák. Ender mindent egy lapra téve flottáját veszni hagyja, ám vadászaival élő pajzsot formál az MD-500-as molekuláris daraboló (Kis Doktor) előtt, ezzel lehetőséget teremtve az azzal való tüzelésre. A Kis Doktor lövése elpusztítja a hangy bolygót, ezáltal a rajta tartózkodó, a seregeket irányító királynőket is. A tisztek gratulációjából Ender rájön, hogy amit ő szimulációnak hitt, az a valóságban is megtörtént, vagyis elpusztított egy egész fajt. Tettén elszörnyedve támad rá Graffra, akinek emberei elkábítják Endert és szálláshelyére viszik őt.
Ender álmában ismét átéli az elmejátékban látottakat, majd hirtelen felébred, és elindult a bázison kívülre. Itt az álmában látott összedőlt kastélyra kísértetiesen hasonlító összeomlott hangyépületre lel, melynek belsejében találkozik az utolsó élő hangykirálynővel. A királynő Ender érkezésekor már haldoklik, ám még átadja az utolsó hangytojást, melyben egy királynő várja kikelését. Ender ekkor ígéretet tesz, hogy talál neki új otthont. Mivel a Nemzetközi Flotta főparancsnoka lett, ígéretéhez híven elkezdi keresni a hangyok új otthonát.

## Szereposztás
| Szereplő                | Színész              | Magyar hang       |
| ----------------------- | -------------------- | ----------------- |
| Andrew „Ender” Wiggin   | Asa Butterfield      | Ungvári Gergő     |
| Hyrum Graff ezredes     | Harrison Ford        | Csernák János     |
| Petra Arkanian          | Hailee Steinfeld     | Czető Zsanett     |
| Valentine Wiggin        | Abigail Breslin      | Laudon Andrea     |
| Mazer Rackham           | Ben Kingsley         | Ujréti László     |
| Gwen Anderson őrnagy    | Viola Davis          | Kocsis Mariann    |
| Bean                    | Aramis Knight        | Boldog Gábor      |
| Alai                    | Suraj Partha         | Bogdán Gergő      |
| Bonzo Madrid            | Moisés Arias         | Timon Barna       |
| Dink Meeker             | Khylin Rhambo        | Czető Roland      |
| Peter Wiggin            | Jimmy 'Jax' Pinchak  | Joó Gábor         |
| James Dap őrmester      | Nonso Anozie         | Bognár Tamás      |
| Bernard                 | Conor Carroll        | Berkes Bence      |
| Stilton                 | Caleb J. Thaggard    | Kováts Dániel     |
| Slattery                | Cameron Gaskins      | Gacsal Ádám       |
| John Wiggin             | Stevie Ray Dallimore | Haás Vander Péter |
| Theresa Wiggin          | Andrea Powell        | Farkasinszky Edit |
| Fly Molo                | Brandon Soo Hoo      | Szalay Csongor    |
| Chjamrajnager admirális | Tony Mirrcandani     | Faragó András     |
| Óriás                   | Gavin Hood           | –                 |

## Szereplők

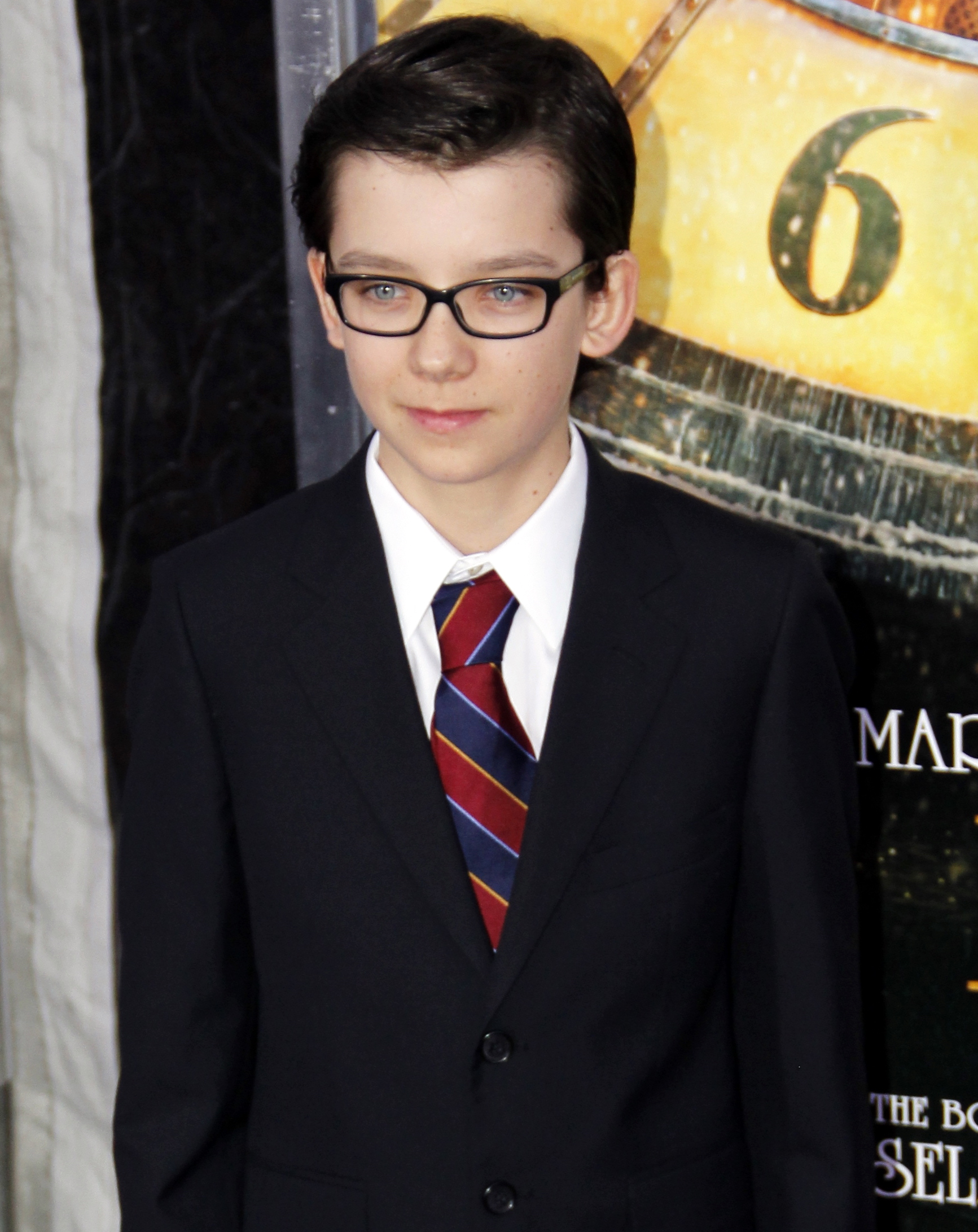
Asa Butterfield mint Andrew „Ender” Wiggin

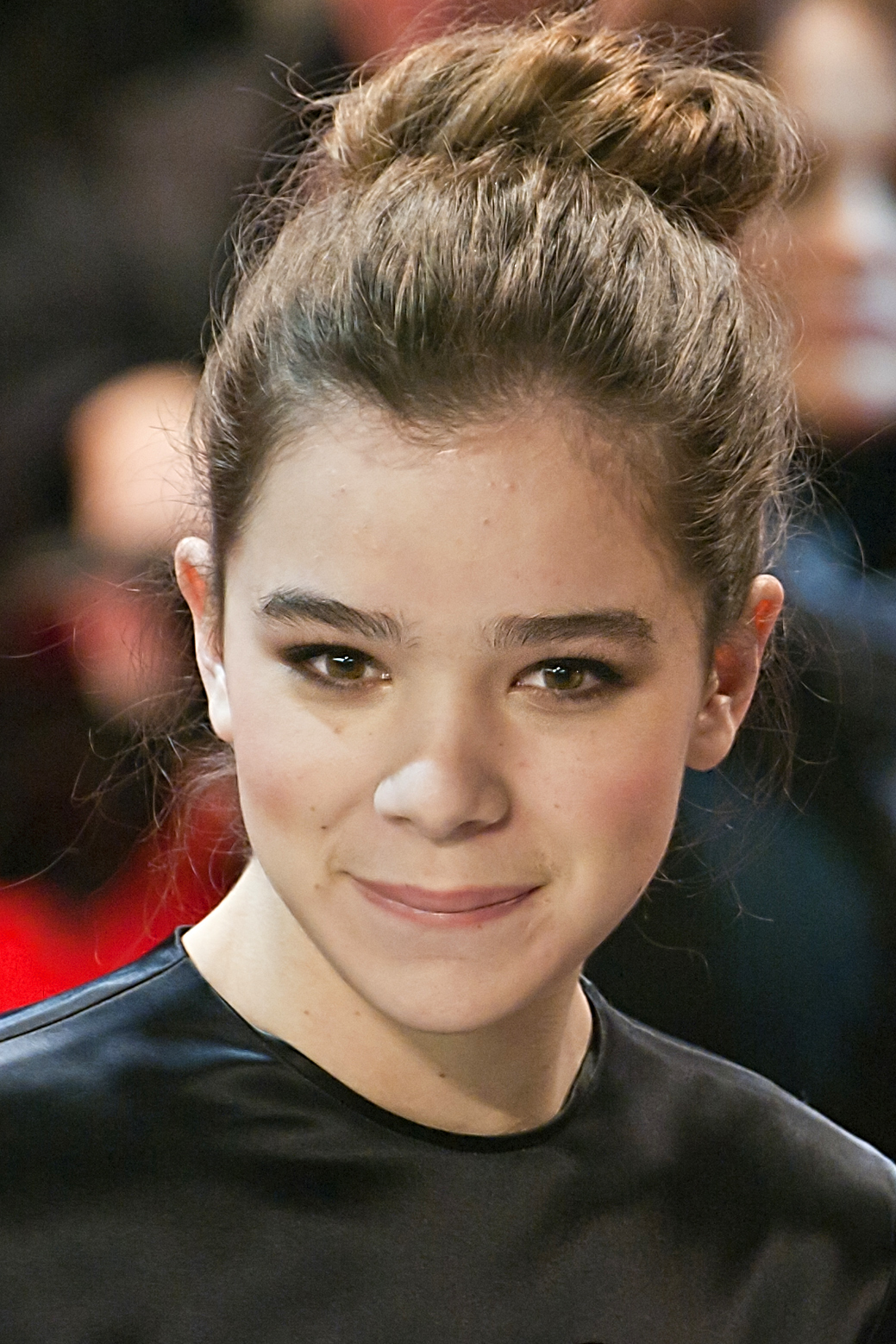
Hailee Steinfeld mint Petra Arkanian

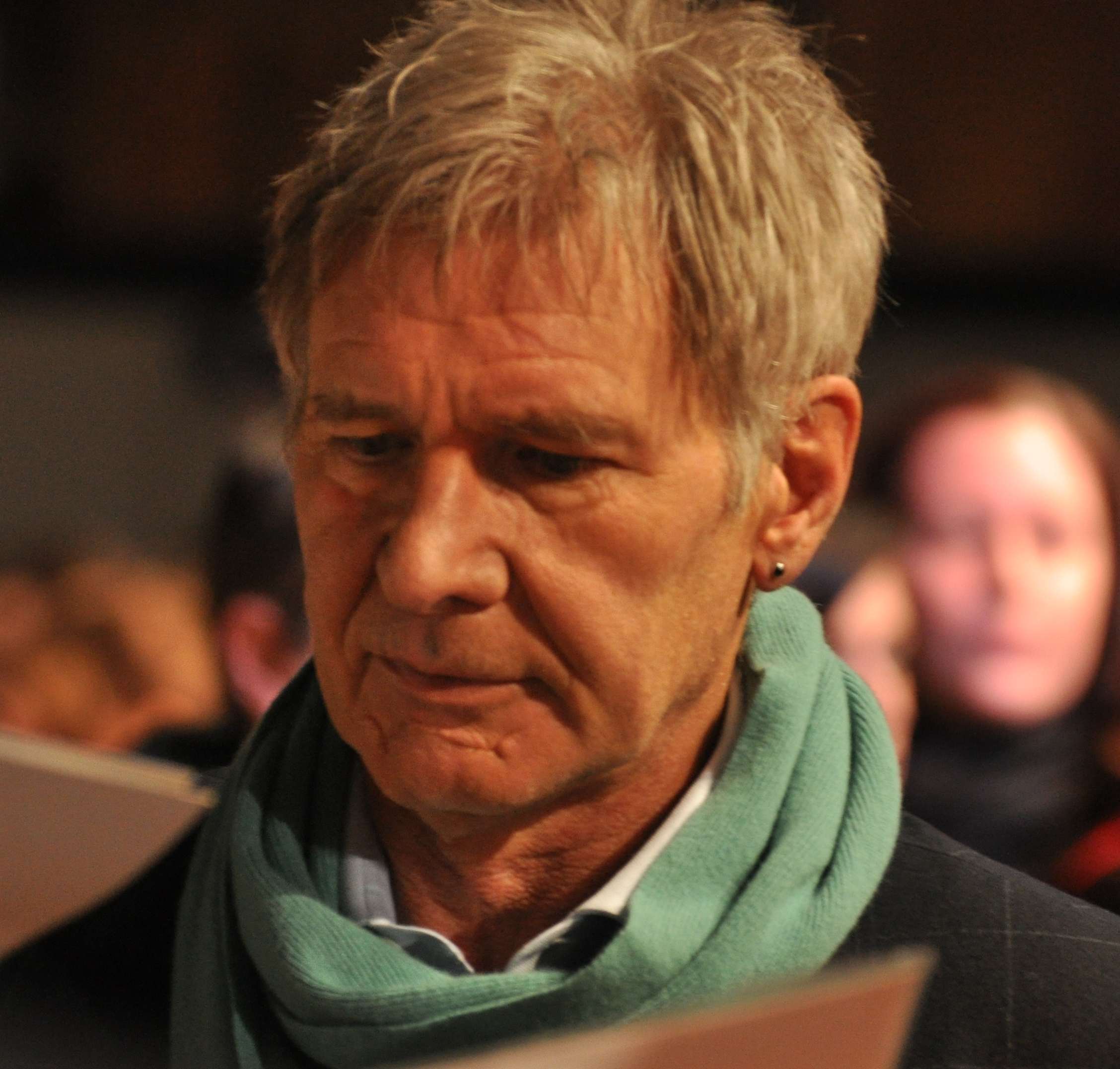
Harrison Ford mint Hyrum Graff ezredes

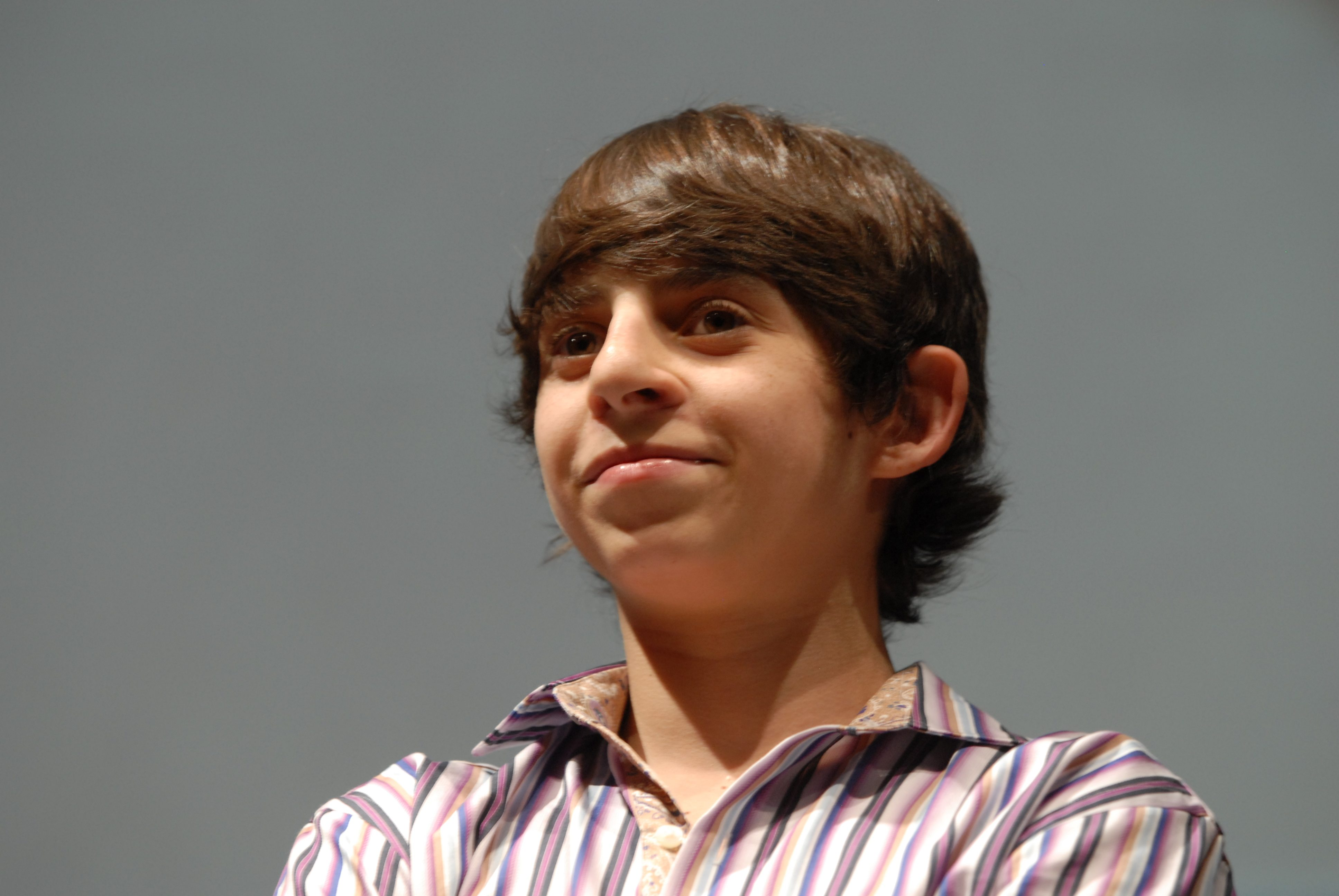
Moisés Arias mint Bonzo Madrid

- Andrew „Ender” Wiggin – Theresa és John Wiggin gyereke, a „Harmadik”.[6] Mikor eltávolították a belé épített monitor és Stilton megtámadta, Ender megvédte magát és kórházba juttatta Stiltont. Mivel ezzel átment a kiértékelés utolsó fázisán, a Nemzetközi Flotta a Hadiiskolába szállította, ahol hamar kamatoztatta tehetségét és az egyik legjobb növendék lett. Graff ezredes később a Sárkány hadtest parancsnokává tette. Az utolsó Hadiiskolában játszott játék után Bonzo megtámadta Endert a fürdőben, ahol Ender súlyosan megsebesítette Bonzot. Ender ekkor kilépett és visszatért a Földre, amit csak nővére, Valentine unszolására hagyott el és tért vissza a Flotta kötelékébe. A Parancsnokképzőben volt kadéttársaival és barátaival együtt irányították az emberi seregeket a hangyok ellen. A hangy anyabolygó elpusztítása után Ender az álmában látott helyen megtalálta az utolsó élő hangyot és az utolsó hangykirálynő bábját. A hangynak tett ígéretéhez híven Ender önkéntes száműzetésbe vonul, hogy megtalálja a hangyok következő bolygóját.
- Hyrum Graff ezredes – A Nemzetközi Flotta kiképzőtisztje.
- Petra Arkanian – A Szalamandra hadtest tagja, egyike azon kevés lánynak aki bejutotta a Hadiiskolában. Mikor Ender a Szalamandrákhoz került, Petra segített neki megtanulni célozni a fagyasztópisztollyal. Petra az utolsó Hadiiskolában játszott játékban a megsérült Fly Molo helyére ugrott be a Sárkányokhoz. Később a Parancsnokképzőbe került, ahol ő irányította az emberi seregek legerősebb fegyverét, a MD-500 (Kis Doktort).
- Valentine Wiggin – Ender nővére, akit a programból lágyszívűsége miatt tettek ki.
- Mazer Rackham – Amerikai vadászpilóta, aki az első invázió idején elpusztította az idegen űrhajót és a rajta tartózkodó hangy királynőt. Később a Nemzetközi Flottában a leendő parancsnokokat képezte.
- Gwen Anderson őrnagy – Graff ezredes segítője, feladata a gyerekek lelkiállapotának vizsgálata volt. Mikor Ender súlyosan megsebesíti Bonzót, felmondott.
- Bean – Ender kezdeti kadéttársa és barátja, akivel a Hadiiskolába tartó szállítóhajón barátkozott össze. Ender és Bean jött rá először a „fiókák” közül a fagyasztópisztoly és a csataterem zéró gravitációjának használatára. Bean később szintén a Sárkány hadtestbe került, majd a Parancsnokképzőbe Ender keze alá.
- Alai – Ender kezdeti kadéttársa és barátja. Mikor Bernard a háta mögött sértegette Alait a mélyűri navigációs teszt kiértékelésekor, Ender megvédte őt. Alai később a Sárkány hadtesthez került, majd a Parancsnokképzőbe. Alai a filmben „Szálem”mel[7] köszön Endernek.
- Bonzo Madrid – A Szalamandra hadtest parancsnoka. Mikor a csapatából távozó O’Reailly helyére Endert kapta, megtiltotta neki, hogy részt vehessen a hadtest csatáiban, mondván ő csak egy képzetlen zöldfülű. Amikor Ender a parancsa ellenére részt vett a Leopárdok elleni játékban és lejáratta őt, Endert halálosan megfenyegette, hogy a következő ilyen alkalomnál megöli. Amikor a Bonzo vezette Szalamandrák és a Slattery vezetése alatt álló Leopárdok kikaptak az Ender vezette Sárkányoktól, Bonzo és két társa a csata után Ender után ment a fürdőbe, ahol Bonzo és Ender összeverekedett. A verekedésben Bonzo súlyosan megsérült.
- Dink Meeker – A Szalamandrák tagja, később áthelyezték Ender mellé a Sárkány hadtestbe. Ő is átkerült a többiekkel a Parancsnokképzőbe, ahol Ender kiesése esetén ő irányította volna az emberi flottát.
- Peter Wiggin – Ender bátyja, akit a programból a túlzott agresszivitása miatt tettek ki.
- James Dap őrmester – Graff ezredes segítője a Hadiiskolában.
- Bernard – Ender kezdeti kadéttársa, a Sárkány hadtest tagja. Bernard a film elején mély ellenszenvet táplált Ender iránt, amiért Graff ezredes kijelentette a Hadiiskolába tartó szállítóhajón, hogy egyedül csak Endernek van esze. Később a Sárkány hadtestbe került és megbarátkozott Enderrel és jelen volt a Parancsnokképzőben is.
- Stilton – Ender iskolatársa a Földön. Mikor eltávolították Ender monitorját, Stilton és bandája megtámadta Endert, mivel Ender legyőzte és megszégyenítette Stiltont egy háborús játékban. Ender ekkor súlyos sérüléseket okozott Stiltonnak (aki így kórházba került), hogy így elkerülje a további zaklatásokat.
- Slattery – A Leopárd hadtest parancsnoka, akinek csapatával életének első játékát játszotta Ender a Szalamandrák kötelékében.
- John Wiggin – Ender édesapja. Mikor Amerikába érkezett, jelentkezett a programba, ám nem jutott be.
- Theresa Wiggin – Ender édesanyja.
- Fly Molo – A Szalamandrák tagja, aki később a Sárkány hadtestbe került. Az utolsó játék előtt, mikor Ender hirtelen ébresztette a Sárkányokat, rosszul ugrott le az ágyáról és kiment a bokája, ezért ki kellett hagynia a Szalamandrák és a Leopárdok ellen vívott csatát.
- Óriás – Egy virtuális karakter az elmejátékban. A játékosokat egy választás elé állítja, hogy döntsenek, melyik kehelyből isznak. Ám a kelyhek mérget tartalmaznak, ezért a játékos karaktere mindig meghal. Mivel a feladat megoldhatatlan volt, Ender a választás helyett karakterével kivájta az Óriás szemét és megölte.

## Filmzene
A film zenéjét eredetileg James Horner készítette volna, de Steve Jablonsky amerikai zeneszerzőé lett a munka. 2013. október 22-én jelent meg az album, két nappal a film németországi debütálása előtt. Az album összesen 71 perc hosszú, elkészítésében segédkezett Alex Gibson zenei producer.

### Dalok
| 1.      | Ender's War            | 3:27 |
| 2.      | Stay Down              | 2:42 |
| 3.      | Battle School          | 1:56 |
| 4.      | Move It Launchies      | 0:56 |
| 5.      | The Battle Room        | 3:03 |
| 6.      | Mind Game Part 1       | 2:24 |
| 7.      | Salamander Battle      | 3:34 |
| 8.      | Mind Game Part 2       | 3:55 |
| 9.      | Dragon Army            | 2:24 |
| 10.     | Dragons Win            | 3:53 |
| 11.     | Bonzo                  | 1:37 |
| 12.     | Ender Quits            | 6:22 |
| 13.     | Mazer Rackham          | 2:34 |
| 14.     | Enemy Planet           | 3:50 |
| 15.     | Command School         | 2:42 |
| 16.     | Graduation Day         | 1:28 |
| 17.     | Final Test             | 6:02 |
| 18.     | Game Over              | 2:36 |
| 19.     | The Way We Win Matters | 6:14 |
| 20.     | Ender's Promise        | 5:09 |
| 21.     | Commander              | 3:33 |
| 1:10:51 |                        |      |

## Forgatás
A forgatás 2012. február 27-én kezdődött New Orleans-ban (Louisiana megye). A film 2013. november 1-én debütált az Egyesült Államokban.

## Háttér
A filmstúdiók a történet 1985-ös regényként történő kiadása után érdeklődtek először az írónál, Orson Scott Card-nál. Ám a stúdiók célja nem a nüanszok és a regény mondanivalójának átadása volt, hanem egy „szimpla” military sci-fi megalkotása. Még abban az évben a Kedves ellenségem című sci-fi filmproducere, Stanley O'Toole vállalta a könyv megfilmesítését. Viszont a Kedves ellenségem megbukott a mozikban, ezért a 20th Century Fox inkább megvárta az opciós jogok lejártát, mintsem leforgassa a filmet.
Az első forgatókönyv-kezdemény hatására Card egy 1990-es interjúban ekképp válaszolt arra a kérdésre, hogy megírná-e ő a forgatókönyvet: „Inkább állok ki a házam elé, és verem a hátam egy izzó vasrúddal”. Lynn Hendee producer a kilencvenes évek folyamán találkozott először a művel, amely elolvasása után 1996 júliusában meggyőzte a Chartoff Productions elnökét arról, hogy vegyék meg a filmjogokat. Cardot egy 1,5 millió dolláros csekkel győzték meg, hogy írja meg nekik a forgatókönyvet. Az író többször is kijelentette, hogy nem akar ragaszkodni az alapműhöz, inkább megpróbálja vizuálisan is ugyanazt az élményt nyújtani a nézőknek, mint az olvasóknak. 1998-ban Card a saját weblapján publikálta a forgatókönyv egy korai változatát, melyben több jelentős változás is volt (többek között Graff ezredes karaktere nő lett). Ekkor az író arra biztatta rajongóit, hogy osszák meg gondolataikat a forgatókönyvről, sőt azt is kijelentette, hogy Janeane Garofalo-t vagy Rosie O’Donnell-t tudná elképzelni Graff szerepében.
1999-ben Cardnak megjelent az Ender árnyékában című regénye, amely Bean szemszögéből meséli el a Végjáték eredeti történetét. A könyv sajtóturnéján bejelentette, hogy Ender szerepére Jake Lloyd-ot szeretné, míg producerként Ang Lee-t. Legközelebb a Hendee főnöke, Robert Chartoff 2002-ben vette elő újra a Végjátékot, amikor a Warner Bros-szal kötött egy szerződést a film finanszírozásáról. A projekt rendkívül hamar felállt, Wolfgang Petersen pedig jelezte, hogy szívesen megrendezné a művet. Ekkor úgy tervezték, hogy a Végjáték-ot és az Ender árnyéká-t összegyúrják, majd ebből egyetlen filmet készítenek, szintén Card forgatókönyvével. A Warner Dan Harris-t és Michael Dougherty-t is beszervezte a forgatókönyv mellé.
Ám a projekt 2008-ra megfeneklett, mert az öt forgatókönyvíró háromféle forgatókönyvet akart. Card eközben havonta változtatta véleményét: hol alapjaiban a regény szövegére támaszkodott, hol olyan jeleneteket írt bele, ami miatt a film csak 18-as korhatárral jelenhetett volna meg. Az írók a legkisebb apróságokon is összevesztek, hetekig tartó parázs vita alakult ki például arról, hogy az egyik író a főszereplő megfigyelésére alkalmazott nyakmonitort karperecre akarta cserélni. Mikor a Warner-től távozott az igazgató, aki szívügyének tekintette a filmet, a cég azonnal megszabadult a projekttől. A tulajdonos az OddLot Entertainment lett, aminek az alapítója Card egyik legnagyobb rajongójának vallotta magát, de nem szándékozott az íróval együtt dolgozni. Az addig elkészült vázlatokat elvetették, és Gavin Hood-ot tették meg író-rendezőnek. Mellé Roberto Orci érkezett írótársnak, aki felügyelte az előkészületeket, és írótársával ellentétben átolvasta a korábbi vázlatokat (Hoodot erre később kötelezték).
Ám a nagy filmstúdiók a „gyermekkatona” szó hallatán visszakoztak, ezért az OddLot kénytelen volt független filmként leforgatni a művet. A 100 millió dolláros költségekbe beszállt a Digital Domain nevű effektgyár (ez volt az első film, amely finanszírozásában részt vettek), majd elsőként a csatatermi jeleneteket kezdték leforgatni. Ezt a 2011-es cannes-i filmfesztiválon mutatták be először, ahonnét egy 44 millió dolláros ígérettel tértek haza. Így megkereshették Harrison Ford-ot, Ben Kingsley-t és Viola Davist, hogy szerepeljenek a filmben. 2011. április 28-án bejelentették, hogy a film következő befektetője a Summit lesz.
A könyvben a kiképzés kezdetekor hatéves Ender korát a filmben 10-12 évre módosították, mert a 18-25 éves korosztály gyermekfilmnek titulálta volna és nem ült volna be rá. A végleges szereposztásban Ender-t a 14 éves Asa Butterfield alakította, nővérét az akkor 17 éves Abigail Breslin, fontosabb társait pedig a 15 éves Hailee Steinfeld és a 12 éves Aramis Knight alakította. A könyv több évet felölelő cselekményét egy évre kurtították, a gyerekszínészeket pedig egy űrtáborban képezték ki a súlytalan állapot eljátszására (a csatatermi jelenetek a súlytalanság állapotában játszódnak).

## Eltérések a regénytől

A MD-500 (Kis Doktor) elpusztítja a Hangy bolygót.

A film forgatókönyvének írásában Orson Scott Card is kivette részét, de számos különbség van az eredeti Végjáték regényhez képest. Néhány eltérés:
- A film szerint a Földet csak egy idegen invázió érte, ám a könyvben az Első Invázió csak egy felderítés volt, amíg a Második Invázióban egy egész kolónia támadta meg az emberiséget.[17]
- A film nem részletezi, hogy Ender bátyja, Peter miképp vette át a hatalmat a Földön a világbékéről és a szövetségek összekovácsolásáról beszélő Locke és a húga, Valentine által irányított fajgyűlöletre játszó, ám egy népi mozgalmat összekovácsoló Démoszthenész alakjának megteremtésével, akik ellentétes pólusként funkcionáltak egymással a hálózaton publikált cikkeikkel és Peter kezére játszották a hatalmat a Földön.[18]
- Bonzo a könyv szerint átlag magasságú és karizmatikus személy.[19]
- A könyvben Bean nem Enderrel egy időben kerül a Hadiiskolába és csak a Sárkány hadtestben ismerkedtek össze.[20]
- A Hadiiskolába történt utolsó harci játékban (amelyben két egység ellen is harcol Ender csapata), már nem volt jelen Bonzo, mert nem sokkal az összecsapás előtt sor került Ender és Bonzo verekedésére a zuhanyzóban.[21] E két esemény sorrendje tehát fordítva volt a könyvben.
- A Hadiiskolában történt utolsó játékban a könyv szerint Sárkányok a Griff és a Tigris hadtest ellen harcoltak, ellenben a filmben Enderék ellenfele a Szalamandrák és a Leopárdok voltak.[22]
- Mikor Ender a filmben Erószra érkezett, és megszemlélte a bázist, a felnőttek kiegyenesedve fogadták, ellentétben a könyvvel, ahol a bázis mennyezete zavaróan alacsony volt egy felnőttnek.[23]
- A könyvben Ender nyolcadmagával harcolt, akik együtt irányítottak mindent segítség nélkül. Ezenfelül a gyerekek fizikailag nem egy helyiségben tartózkodtak, így nem is láthatták egymást.
- Ender a többi gyerekkel közösen végzett „szimulációban” sosem vesztett csatát, ellenben a film egy jelenetében egyszer veszített.
- Bernard soha nem harcolt Ender mellett sem a Hadiiskolában, sem a Parancsnokképzőben. Ender a kötekedő Bernard kezét véletlenül eltörte a Hadiiskolába tartó hajón. Viszonyuk nem normalizálódott, és Bernard is részt vett a verekedés megszervezésében Ender és Bonzo között.
- A filmmel ellentétben, ahol a Kis Doktor (MD-500) a Molekuláris daraboló rövidítése, a könyvben a fegyver neve Molekuláris Destrukciós Készülék (M. D., „Miedicinae Doctor”), röviden dr. Készülék.[24]
- Nem csak egy olyan hajója volt az emberi flottának a szimulációkban, ami fel volt szerelve Kis Doktorral (MD-500).
- A „végső szimulációban” a gyerekek egy modern, hatalmas flottát irányítottak, ellenben a könyvben 20 régimódi csillaghajóból és az ezekhez tartozó 80 (élő pilóta által irányított) vadászból álló flottával támadtak meg egy 5000-10 000 hajós hangy sereget.[25]
- A bolygó a könyvben 3 másodperc alatt robbant fel, és a láncreakció elpusztította az emberi flotta nagyját, mindössze néhány távolabb álló csillaghajó élte túl. Ellenben a filmben csak a bolygó felszíne pusztult el, és szállítóhajók és a lelőtt vadászok kivételével a flotta nagyja túlélte az összecsapást.[26]
- A „végső szimulációban” Endernek elejétől fogva a bolygó elpusztítása volt a célja, dacból azért, mert igazságtalanul egyenlőtlen volt az esélye a túlerővel szemben.
- A filmben nincs szó a győzelmet követő, az idegen faj pusztulásával felbomló törékeny békéről, illetve az azt követő vérengzésekről, amit a Varsói Szerződést aláíró országok vezetője, a polemarkhosz robbantott ki, mikor elrendelte Ender meggyilkolását, és a Sztratégosz vezette Nemzetközi Flotta megtámadását.
- A filmben nem tesznek említést arról, hogy Ender megírta első könyvét, A Holtak Szószólóját nővére segítségével, amely a hangyok szemszögéből írta le a háborút.
- A könyv részletezi, hogy Ender azért kezdett utazni az űrben, mert bátyja, Peter gyalogként akarta használni Endert a Földre való visszatértekor, ám nővére Valentine ezt megakadályozta és Enderrel az első telepesekként hagyták el a Naprendszert.[27]
- Ender nem Erószon találta meg az utolsó királynőt, hanem egy volt hangy gyarmaton, és nem találkozott ott már élő hangygyal.[28]
- A könyvben a helló eredetileg ho-ra rövidült formában jelenik meg,[29] ám ezt a filmben módosították,[30] mivel a szó a „kurva” egyik szinonimája az angol szlengben.

## Fogadtatás
A Végjáték vegyes véleményeket kapott: a Rotten Tomatoes oldalon a film pontszáma az elérhető maximális 10-ből 6 lett 196 kritika alapján ez 60%-os fogadtatást jelent, a Metacritic weboldalon százból ötvenegy pont lett a film eredménye 39 visszajelzés alapján, ami a „vegyes vagy átlagos kritikák” státuszra elegendő.
A film megjelenése előtt a Geeks Out nevű melegszervezet azért kampányolt a film ellen, mert sérelmezték az író melegellenes nézeteit. A szervezet Card 1990-es The Hypocrites of Homosexuality című írásának hatására kezdte el a kampányt, melyben foglaltak szerint az író büntetné a magamutogató melegeket. Card válaszul azt nyilatkozta, hogy a film és az ő nézetei a melegekről két teljesen különböző dolog, a film egy fiktív alkotás, amelyben ezek a nézetek még érintőlegesen sem jelennek meg, ennélfogva a tiltakozást nem igazán tudja értelmezni.

## Bevétel
A Végjáték az amerikai mozikban erős, 28 000 000 $-os kezdéssel indított az első hétvégéjén (2013. november 2-3.). A Box Office Mojo adatai szerint 2014. január 26-án a film bruttósított bevétele 112 231 473 $ volt, így visszahozta teljes költségvetésének árát. Itthon 82 906 $ bevételt szerzett. A film DVD-s kiadásának hazai megjelenésétől 2014 novemberéig 1600 darab kelt el, ami 5 264 000 Ft bevételt jelent.

## Fordítás
- Ez a szócikk részben vagy egészben  az   Ender's Game (film) című angol Wikipédia-szócikk ezen változatának fordításán alapul.  Az eredeti cikk szerkesztőit annak laptörténete sorolja fel. Ez a jelzés csupán a megfogalmazás eredetét és a szerzői jogokat jelzi, nem szolgál a cikkben szereplő információk forrásmegjelöléseként.